# Kiiminki
Kiiminki est une ancienne municipalité du nord-ouest de la Finlande, dans la région d'Ostrobotnie du Nord. Elle a fusionné avec Oulu le 1er janvier 2013 et est devenue le district de Kiiminki.

## Démographie
Municipalité rurale sans histoires blottie autour de son église en bois de 1760 jusque dans les années 1970, elle a depuis connu une croissance record de sa population et de son économie. Elle bénéficie indirectement des investissements publics qui ont fait naître à Oulu un nouveau pôle économique majeur en Finlande. Le taux de croissance de la population est régulièrement supérieur à 3 % depuis 1970 (année où elle ne comptait que 2 945 âmes). Elle monopolise les premières places nationales du taux de croissance de la population avec d'autres villes de la banlieue d'Oulu, en particulier Oulunsalo, Kempele et Liminka.
Autre signe des mutations, le centre administratif, traversé par la rivière Kiiminkijoki, a certes nettement crû et compte environ 4 200 résidents mais se voit depuis peu devancé par la ville dortoir de Jääli, banlieue d'Oulu (seulement 11 km du centre) comptant un peu plus de 5 000 habitants. Les 5 autres villages se partagent le reste de la population, conservant largement un caractère rural.

## Géographie
Kiiminki est la première municipalité traversée par la nationale 20 dans le sens Oulu-Kuusamo.

## Personnalité liée à la ville
Helena Juntunen, Soprano